# Anatoliske sprog
De anatoliske sprog var en familie af sprog som taltes i Anatolien i oldtiden. Generelt regnes de som en af de primære sprogfamilier i den Indoeuropæiske sprogæt, men enkelte sprogforskere regner dem for at nedstamme fra et søstersprog til urindoeuropæisk. Det vigtigste anatolske sprog er hittitisk som taltes af hittiterne, og andre er lydisk, palaisk og luvisk. De anatoliske sprog udviser en række tegn på at være tæt på det urindoeuropæiske sprog, blandt andet bevarer de de laryngale fonemer, men på andre punkter er sprogene simplere end urindoeuropæisk - blandt andet skelner de kun mellem to tider og to navneordskøn.